# 怪無孔網蝽
怪無孔網蝽（学名：Dictyla seorsa）为網蝽科無孔網蝽屬下的一个种。